# Сен-Лоран-дю-Вердон
Сен-Лора́н-дю-Вердо́н (фр. Saint-Laurent-du-Verdon, окс. Sant Laurenç de Verdon) — коммуна во Франции, находится в регионе Прованс — Альпы — Лазурный Берег. Департамент коммуны — Альпы Верхнего Прованса. Входит в состав кантона Рье. Округ коммуны — Динь-ле-Бен.
Код INSEE коммуны — 04186.

## Население
Население коммуны на 2008 год составляло 93 человека.
| 1962 | 1968 | 1975 | 1982 | 1990 | 1999 | 2008 |
| ---- | ---- | ---- | ---- | ---- | ---- | ---- |
| 46   | 52   | 53   | 59   | 71   | 74   | 93   |

## Экономика
В 2007 году среди 61 человека в трудоспособном возрасте (15—64 лет) 43 были экономически активными, 18 — неактивными (показатель активности — 70,5 %, в 1999 году было 69,6 %). Из 43 активных работали 37 человек (20 мужчин и 17 женщин), безработных было 6 (4 мужчины и 2 женщины). Среди 18 неактивных 3 человека были учениками или студентами, 10 — пенсионерами, 5 были неактивными по другим причинам.

## Достопримечательности
- Два дольмена.
- Руины замка (XV век).
- Замок (XVII—XVIII век) в окружении четырёх башен.
- Церковь Сен-Лоран (XIX век).
- Мельница для отжима масла.